# بخارا (مجله)
بخارا دوماهنامه‌ای فرهنگی و هنری به مدیر مسئولی و سردبیری علی دهباشی است که در آن مقالات، نقدها و خبرهای مربوط به ایران‌شناسی، ادبیات و هنر ایران و جهان منتشر می‌شود.
انتشار بخارا از مرداد و شهریور ۱۳۷۷ آغاز شده است. مدیر مسئول، صاحب امتیاز و سردبیر آن علی دهباشی است که پیش‌تر سردبیر مجلهٔ کِلک بود. در بخارا ویژه‌نامه‌هایی دربارهٔ نویسندگان بزرگ جهان منتشر شده است که می‌توان از ویژه‌نامه‌های ایرج افشار، منوچهر ستوده، رابیندرانات تاگور، گونتر گراس، اوسیپ ماندلشتام، پیتر هانتکه، اومبرتو اکو، هانا آرنت، هوشنگ ابتهاج، ویرجینیا وولف، بهرام بیضایی، محمدعلی موحد و … نام برد. بخارا از نوشته‌های نویسندگانی چون شفیعی کدکنی، ژاله آموزگار، بهاءالدّین خرّمشاهی و عبدالحسین آذرنگ به صورت مستمر منتشر می‌کند.

## شب‌های بخارا
شب‌های بخارا مجالسی در بزرگداشت بزرگان فرهنگ و هنر ایران و گاهی غیر از ایران است که مجلهٔ بخارا برگزار می‌کند. تا پایان سال ۱۴۰۲ شمار این شب‌ها از هفتصد شب گذشته است. بخشی از شب‌های برگزار شده:
- شب آدام میسکیه ویچ
- شب آرتور شنیتسلر
- شب آرتور کریستن سن
- شب آرتور میتل هولتسر
- شب آلبرتو موراویا
- شب آلفونس گابریل
- شب آناآخماتووا
- شب آندره وایدا
- شب آنتونیو تبوکی
- شب آنتونیو ویوالدی
- شب آنگاه
- شب آنه ماری شوارتسنباخ
- شب ابراهیم یونسی
- شب ابن بطوطه
- شب ابن عربی
- شب ابوالحسن صبا
- شب ادبیات آشوری
- شب ادبیات اتریش و سوئیس
- شب ادبیات تطبیقی
- شب ادبیات سوئیس
- شب از طهران تا تهران
- شب احسان اشراقی
- شب احمد غزالی
- شب استقلال هند
- شب اشتفان تسوایگ
- شب افتخار حسین عارف
- شب امپراتور آگوستوس
- شب امیرهوشنگ کاووسی
- شب اورهان پاموک
- شب اوسیپ ماندلشتام
- شب اومبرتو اکو
- شب انار
- شب انتزو یاناچی
- شب ایتالو کالوینو
- شب ایران و ژاپن
- شب ایران و لهستان
- شب ایران و هند
- شب اینگه بورگ باخمن
- شب اینیا تسیو سیلونه
- شب باباطاهر
- شب برت فراگنر
- شب بهرام بیضایی
- شب بهمن فرزانه
- شب پاتریک رینگنبرگ
- شب پترهانتکه
- شب پرده خوانی
- شب پرویز رجبی
- شب پرویز شهریاری
- شب پرویز مرزبان
- شب پرویز ناتل خانلری
- شب پرویز ورجاوند
- شب پری صابری
- شب پوری سلطانی
- شب ترانه‌های میلان
- شب جان کیج
- شب جاماکو لئوپاردی
- شب جایزه کتاب سال شعر خبرنگاران
- شب جلال آل‌احمد
- شب جلال خالقی مطلق
- شب جمال میرصادقی
- شب میمنت ذوالقدر (میرصادقی)
- شب جوآنی ماریا دِرمه
- شب جوزپه تومازی دی لامپه دوزا
- شب جوزپه وردی
- شب جووانی بوکاچو
- شب جیمز جویس
- شب حافظ
- شب میرجلال الدین کزازی
- شب حمید ایزدپناه
- شب حمید زرین کوب
- شب بهروز برومند
- شب خاندان مولانا
- شب خیام
- شب داریوش طلایی
- شب داستان خوانی نویسندگان ایران و اتریش
- شب دانیل کلمان
- شب داوود رشیدی
- شب دایره العمارف تشیع
- شب آمبیدکار
- شب فصلنامه زنده رود
- شب یکصدسالگی محمدعلی موحد
- شب وقایع‌نگاری بخارا[۲]

## کتاب‌های مرتبط با رویدادهای بخارا
در سال ۱۴۰۱ دو کتاب پنج‌شنبه صبح‌های بخارا به روایت دوربین مجتبی سالکو موسم بخارا، شب‌های بخارا به روایت دوربین ژاله ستاردر انتشارات کتابسرای میردشتی به چاپ رسیدند. هر دوی این کتاب‌ها روایت‌گر تصویری سلسله نشست‌ها و رویدادهای فرهنگی بخارا هستند.